# 國際古蹟遺址日

教科文组织旗帜

国际古迹遗址日（英語：International Day For Monuments and Sites），也被称为世界遗产日（World Heritage Day），是一个国际性的纪念活动，並在每年4月18日在世界各地举行種類甚多且不同类型的活动；包括参观古迹和遗址、会议、圆桌会议和报纸文章。每年都有一个主题，例如2017年的主題為「永續旅遊」的相關議題。

## 历史
國際古蹟遺址日由國際文化紀念物與歷史場所委員會（国际古迹遗址理事会）在1982年4月18日提议，并于1983年由教科文组织的大会批准。其目的是促进認識人類文化遗产的多样性、它们的脆弱性，以及保護與保育這些古蹟所需的努力。

## 外部連結
- 官方网站